# Vlad II Dracul
Vlad II (en romanès: Vlad al II-lea), també conegut com a Vlad Dracul (Vlad al II-lea Dracul) o Vlad el drac (abans de 1395 - novembre de 1447), va ser voivoda de Valàquia de 1436 a 1442, i de nou de 1443 a 1447. És conegut internacionalment com el pare de Vlad l'Impalador o Dràcula. Nascut com a fill il·legítim de Mircea I de Valàquia, va passar la seva joventut a la cort de Sigismund de Luxemburg, que el va convertir en membre de l'Orde del Drac el 1431 (d'aquí el seu sobrenom). Sigismund també el va reconèixer com el voivoda lícit de Valàquia, cosa que li va permetre establir-se a la propera Transsilvània. Vlad no va poder afirmar la seva afirmació durant la vida del seu germanastre, Alexandre I Aldea, que va reconèixer la sobirania del sultà otomà, Murad II.
Després que Alexander Aldea morís el 1436, Vlad es va apoderar de Valàquia amb el suport hongarès. Després de la mort de Sigismund de Luxemburg el 1437, la posició d'Hongria es va debilitar, cosa que va fer que Vlad fes un homenatge a Murad II, que incloïa la participació en la invasió de Murad II a Transsilvània l'estiu de 1438. John Hunyadi, voivoda de Transsilvània, va arribar a Valàquia per convèncer Vlad de participar en una croada contra els otomans el 1441. Després que Hunyadi derrotés un exèrcit otomà a Transsilvània, el sultà va ordenar a Vlad que vingués a Edirne, on va ser capturat el 1442. Hunyadi va envair Valàquia i va fer voivode el cosí de Vlad, Basarab II.
Vlad va ser alliberat abans de finals d'any, però es va veure obligat a deixar els seus dos fills petits com a ostatges a la cort otomana. Va ser restaurat a Valàquia amb el suport otomà el 1443. Va romandre neutral durant la "Llarga Campanya" d'Hunyadi contra l'Imperi Otomà entre l'octubre de 1443 i el gener de 1444, però va enviar 4.000 genets a lluitar contra els otomans durant la croada de Varna. Amb el suport d'una flota borgoñona, va capturar la important fortalesa otomana a Giurgiu el 1445. Va fer les paus amb l'Imperi Otomà el 1446 o 1447, cosa que va contribuir al deteriorament de la seva relació amb Hunyadi. Hunyadi va envair Valàquia, obligant Vlad a fugir de Târgoviște a finals de novembre, on va ser assassinat en un poble proper.

## Primers anys de vida
Els primers anys de vida de Vlad estan poc documentats. Va néixer abans del 1395, i va ser un dels nombrosos fills il·legítims de Mircea I de Valàquia. Els biògrafs moderns de Vlad coincideixen que va ser enviat com a ostatge a Sigismund de Luxemburg, rei d'Hongria, el 1395 o el 1396. Sigismund va esmentar que Vlad havia estat educat a la seva cort, suggerint que va passar el seu jovent a Buda, Nuremberg i altres ciutats importants d'Hongria i del Sacre Imperi Romanogermànic.
Mircea I va morir el 1418 i el seu únic fill legítim (i co-governant), Miquel, el va succeir. Dos anys després, Michael va morir lluitant contra el seu cosí, Dan II (el fill del germà gran de Mircea I, Dan I). Durant la dècada següent, Dan II i el germanastre de Vlad, Radu II Praznaglava, lluitaven entre si per Valàquia.
Vlad va deixar Buda cap a Polònia sense l'autorització de Sigismund a principis de 1423, però va ser capturat abans d'arribar a la frontera. Al cap de poc temps, Sigismund va reconèixer Dan II com el governant lícit de Valàquia. L'historiador bizantí, Doukas, va registrar que Vlad era "un oficial de l'exèrcit" de l'emperador romà d'Orient, Joan VIII Paleòleg, i que "tenia accés" al palau imperial de Constantinoble. L'historiador Radu Florescu diu que Sigismund havia nomenat Vlad per rebre Joan VIII (que havia vingut a Itàlia a buscar ajuda contra els otomans) a Venècia el 1423, i Vlad va acompanyar l'emperador a Constantinoble. Després d'adonar-se que Joan VIII no podia ajudar-lo a apoderar-se de Valàquia, Vlad va tornar a Hongria el 1429.

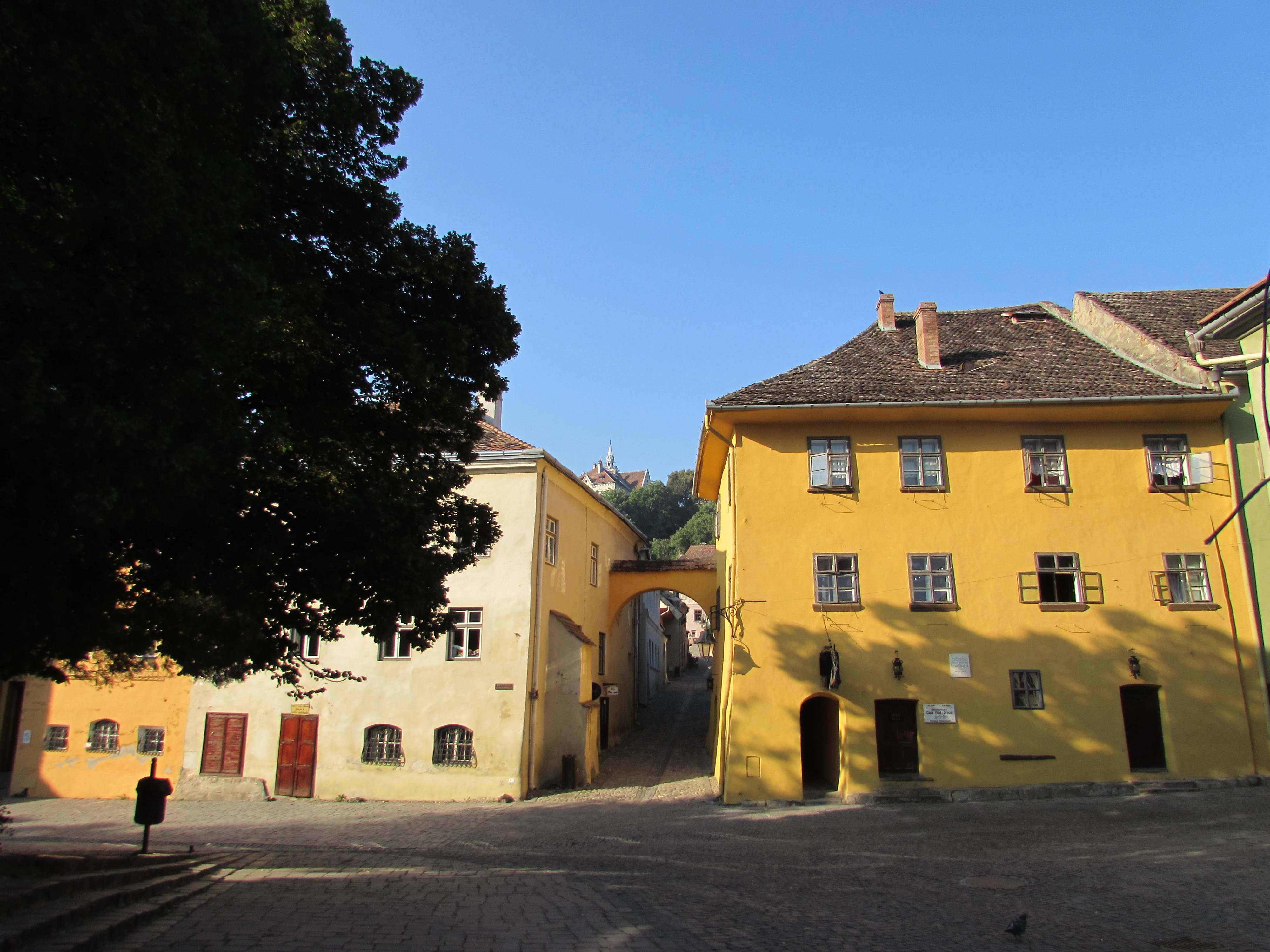
La casa de la plaça principal de Sighișoara on vivia Vlad Dracul a principis de la dècada de 1430

Sigismund va fer de Vlad un membre de primera classe de l'Ordre del Drac (un ordre cavalleresc establert per Sigismund) a Nuremberg el 8 de febrer de 1431. Altres membres de primera classe van ser Alfons V d'Aragó i Vytautas, gran duc de Lituània. La insígnia en forma de drac de l'ordre va donar lloc al seu sobriquet romanès, Dracul ("el drac"), pel qual els seus fills es van conèixer com Dràcula ("fill de Dràcul"). Vlad va jurar fidelitat a Sigismund que el va declarar príncep legítim de Valàquia. Vlad va haver de prometre que protegiria l'Església Catòlica Romana. No obstant això, Sigismund no el va ajudar a apoderar-se de Valàquia. A l'estiu, el germanastre de Vlad, Alexandre I Aldea, va envair Valàquia amb el suport de Moldàvia i va destronar Dan II.
Vlad no va abandonar la seva demanda de Valàquia i es va establir a Transsilvània. Un mural neorenaixentista en una casa de tres plantes a la plaça principal de Sighișoara (que es va descobrir en el 500è aniversari de la mort, el fill de Vlad Dracul, Dràcula), pot representar a Vlad Dracul després d'una pintura original, segons a Radu Florescu. El mural representa un home corpulent amb ulls de forma ovalada i llargs bigotis amb un turbant blanc.
Alexander Aldea va anar a Adrianòpolis per fer un homenatge al sultà otomà, Murad II, el 1432. Vlad va voler envair Valàquia amb el suport de boards valacs (o nobles) que havien fugit a Transsilvània, però el principal funcionari d'Alexander Aldea, Albu, va evitar la invasió. Sigismund va autoritzar Vlad a comprar armes i reunir un exèrcit de boixos exiliats només el 1434. El 1435, Alexander Aldea va caure greument malalt i mai no es va recuperar. Aprofitant la malaltia del seu germà, Vlad va irrompre a Valàquia, però Alexander Aldea i els seus aliats otomans el van obligar a retirar-se.

## Regnat

### Primer regnat

Terres governades cap al 1390 pel pare de Vlad Dracul, Mircea I de Valàquia

Alexander Aldea va morir a la tardor de 1436, cosa que va permetre a Vlad Dracul apoderar-se de Valàquia amb el suport hongarès. No va acomiadar els oficials del seu predecessor a excepció d'Albu, que es va convertir així en el seu enemic. Vlad no va confirmar el tractat que Alexander Aldea havia conclòs amb els otomans, provocant una incursió otomana contra Valàquia al novembre.
El mecenes de Vlad, Sigismund de Luxemburg, va morir el 9 de desembre de 1437. La mort de Sigismund i la insurrecció dels camperols transsilvans van debilitar Hongria, obligant Vlad a buscar la reconciliació amb l'Imperi Otomà. Va anar a Edirne i va jurar fidelitat a Murad II. També es va comprometre a rendir un homenatge anual al sultà i a donar suport a les campanyes militars dels otomans a l'ordre del sultà. Al cap de poc temps, Murad II va decidir envair Hongria i va reunir les seves tropes a Vidin.
Albert d'Habsburg (que era gendre i successor de Sigismund de Luxemburg) escriure una carta a Vlad, ordenant-li que protegís Transsilvània. Ignorant l'ordre del rei, Vlad es va unir a Murad II, que va arribar a Valàquia al capdavant del seu exèrcit l'estiu de 1438, servint al sultà com a guia. Les tropes otomanes i valaques van irrompre a Hongria a Orșova. Van derrotar l'exèrcit d'un Vlach kenez local, Cândea, prop de Hațeg. Van marxar al llarg del riu Mureș, capturant Câlnic i Sebeș. A Sebeș, Vlad va convèncer els líders de la ciutat per cedir sense resistència, prometent protegir les seves propietats si l'acompanyaven a Valàquia. Els otomans i valacs van assetjar Sibiu, però el setge només va durar 8 dies. Van destruir els afores de Brașov, abans de sortir d'Hongria carregats de saqueig i prenent més de 30.000 captius.
Després que l'exèrcit otomà abandonés Valàquia, Vlad va oferir a Albert d'Habsburg la llibertat dels burgesos que havien estat capturats a Sebeș, però el rei (que els considerava traïdors) va rebutjar la seva oferta. Els intents de Vlad de mantenir un equilibri entre Hongria i els otomans van fer sospitar tant al rei com al sultà les seves veritables intencions. Albert va permetre que un pretendent al tron valac, Basarab (que era fill de Dan II), s'establís a Hongria. Els otomans van enfortir la fortalesa de Giurgiu i van enviar noves tropes a guarnir la ciutat.
Albert d'Habsburg va morir el 27 d'octubre de 1439. La majoria dels nobles hongaresos van escollir rei Władysław III de Polònia a principis de 1440. Władysław va fer del talentós comandant militar, John Hunyadi, voivode de Transsilvània el febrer de 1441. Hunyadi, que va decidir restablir la influència d'Hongria a Valàquia, va ordenar als burgesos de Brașov que encunyessin monedes per Vlad cap al 15 d'octubre. Dues o tres setmanes després, Hunyadi va venir a Târgoviște per trobar-se amb Vlad, exigint-li que s'unís a una croada contra l'Imperi Otomà.
Després que Hunyadi derrotés els otomans a Transsilvània el març de 1442, el governador otomà de Bulgària va acusar Vlad de traïció, segons l'historiador otomà contemporani, Neşri. Murad va convocar a Vlad a Edirne per demostrar la seva lleialtat. Abans de marxar, Vlad va nomenar el seu fill gran, Mircea, el governant de Valàquia. Poc després d'arribar a Edirne, va ser capturat a les ordres del sultà. Va ser detingut en captivitat a Gallipoli.

### Captivitat i segona regla

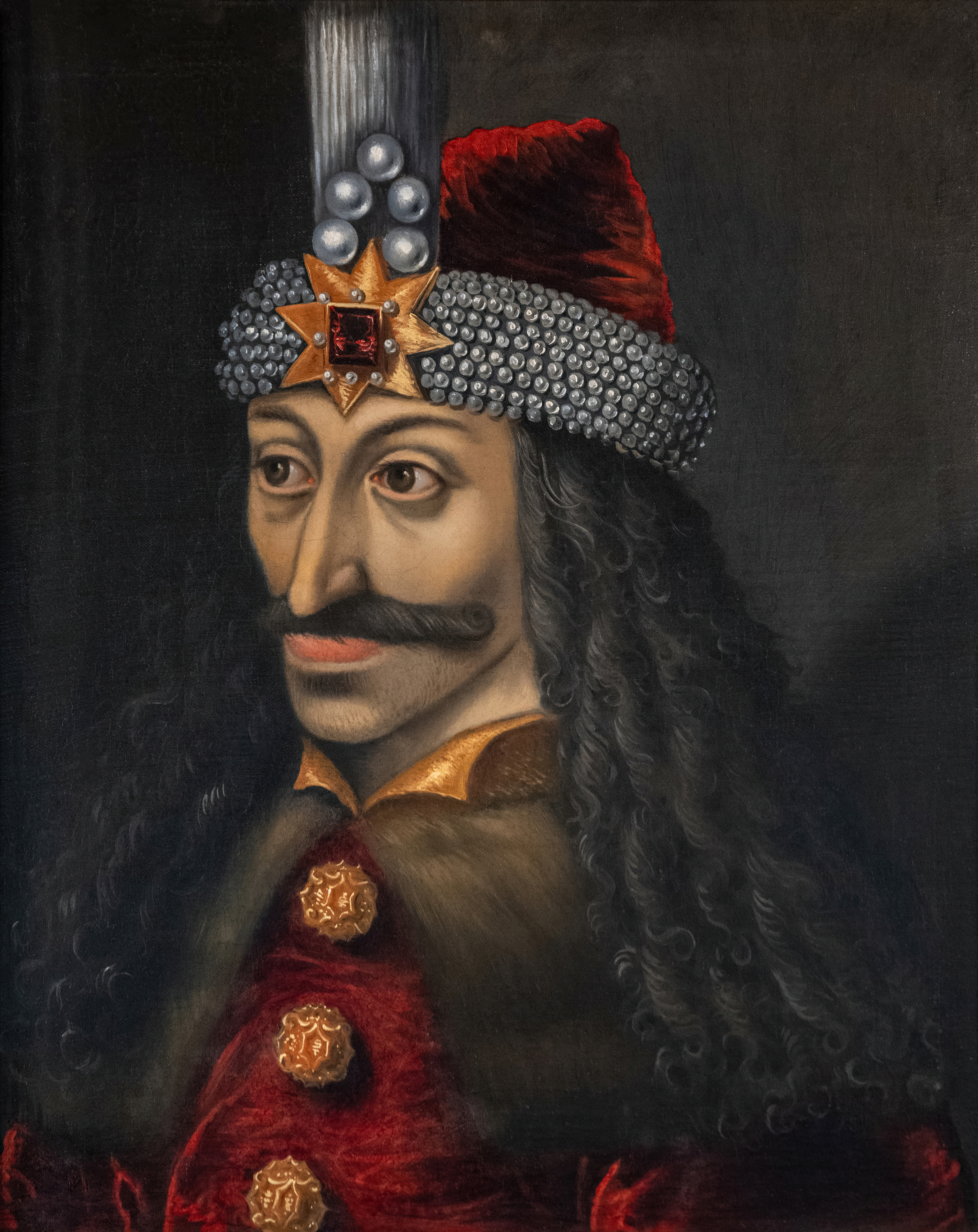
El fill de Vlad Dracul, Vlad Țepeș l'empalador (o Dràcula)

Murad va enviar a Hadım Şehabeddin, Beglerbegi (o governador) de Rumèlia, a annexionar Valàquia a l'agost de 1442. Hunyadi va aniquilar l'exèrcit otomà a les muntanyes dels Carpats al setembre, i va fer que el cosí de Vlad, Basarab, fos el voivode de Valàquia. Abans de finalitzar l'any, Murad II va alliberar Vlad. Vlad va haver de comprometre's que no donaria suport als enemics de l'Imperi Otomà i que pagaria un tribut anual i que enviaria 500 nois valacians perquè servissin de genissaris a l'exèrcit del soldà. També es va veure obligat a deixar els seus dos fills, Vlad i Radu, com a ostatges a l'Imperi Otomà.
Es desconeixen les circumstàncies del retorn de Vlad a Valàquia. Va recuperar el seu tron entre març i setembre de 1443. Durant la "Llarga Campanya" de Hunyadi contra l'Imperi Otomà, que va durar des d'octubre de 1443 fins a gener de 1444, Vlad es va mantenir neutral, sobretot perquè el sultà va prometre l'alliberament dels seus dos fills. En les següents negociacions de pau entre Hongria i l'Imperi Otomà, Murad II estava disposat a alliberar Vlad de la seva obligació de visitar personalment la seva cort, però el legat papal, Juli Cesarini, va impedir la ratificació del tractat de pau. En lloc d'això, va instar Władysław a continuar la croada contra l'Imperi Otomà. D'altra banda, Vlad va intentar dissuadir a Władysław III de fer guerra contra els otomans, recordant-li que Murad II va anar a caçar amb més retenidors dels que Władysław tenia tropes, segons l'historiador polonès Jan Długosz. No obstant això, va enviar 4.000 genets sota el comandament del seu fill, Mircea, per lluitar contra els otomans.
La croada va acabar amb la catastròfica derrota dels croats a la batalla de Varna el 10 de novembre de 1444. Després de la batalla, Hunyadi va voler tornar a Hongria per Valàquia, però va ser capturat pels soldats valacs al Danubi. Vlad només el va alliberar després que Lawrence Héderváry, palatí d'Hongria, l'amenaçés amb una guerra. Segons l'historiador John Jefferson, Vlad va mantenir Hunyadi en captivitat perquè volia lliurar-lo al sultà. Camil Mureşanu escriu que Hunyadi només va ser empresonat perquè els soldats que el van capturar no el van reconèixer. L'historiador Kurt W. Teptow diu que Vlad va responsabilitzar Hunyadi de la catàstrofe i gairebé el va matar. Després d'alliberar Hunyadi, Vlad li va donar preciosos regals i el va acompanyar fins a la frontera hongaresa.

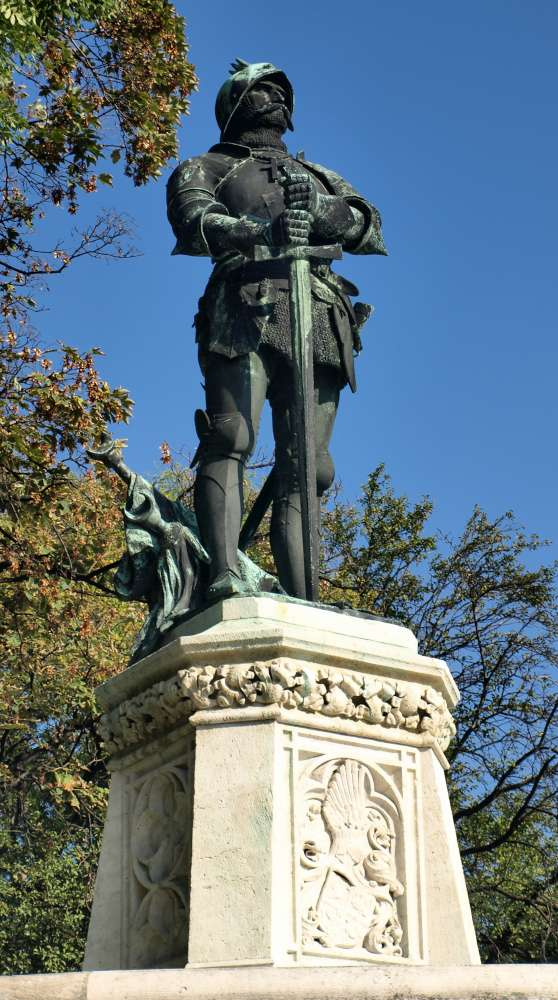
John Hunyadi, que va destronar Vlad Dracul el 1447 (una escultura d'István Tóth a Budapest)

Una flota de croats de Borgonya va atacar la flota otomana al mar Negre a la primavera de 1445. El comandant de la flota, Walerand de Wavrin, va enviar enviats a Hongria per iniciar negociacions sobre una campanya conjunta contra l'Imperi Otomà. A petició d'Hunyadi, un dels enviats de Wavrin, Pedro Vasque de Saavedra, va visitar Vlad i el va convèncer de conèixer-se. El juliol, Vlad va anar a Isaccea on va fer una aliança amb Wavrin. Vlad va reunir un exèrcit de 4.000 a 6.000 homes i el va posar sota el comandament del seu fill, Mircea.
L'exèrcit de Borgonya i Valàquia va assetjar Silistra a mitjan setembre, però no van poder capturar-la. Al cap de poc temps, però, van conquerir i destruir el petit fort de Tutrakan. Vlad va convèncer Wavrin d'atacar Giurgiu, dient que cada vegada que els otomans "volen fer valacies amb Valàquia o Transsilvània, ells i els seus cavalls poden creuar" el Danubi prop de l'illa fortificada de Giurgiu, connectada a la vora valaca per un pont. Durant el setge de Giurgu, de sobte es van trencar dos anells de ferro d'un gran bombardet que van matar dos soldats, perquè Vlad, que estava al comandament del foc, no va permetre que el bombardí es refredés entre cops. La guarnició otomana de la fortalesa va capitular a condició que se'ls permetés marxar lliurement cap a l'Imperi Otomà. No obstant això, després de deixar la fortalesa, 2.000 soldats valacs els van atacar i massacrar per ordre de Vlad, perquè considerava el comandant de la guarnició otomana responsable de la seva captivitat el 1442.
Al cap de poc temps, la guarnició otomana de Ruse també va capitular. Vlad va donar asil a més d'11.000 búlgars que s'havien rebel·lat contra els otomans, ajudant-los a creuar el Danubi fins a Valàquia. Els croats de Borgonya i els valacs es van apropar a Nicòpolis, on un exèrcit hongarès sota el comandament de John Hunyadi es va unir a ells el 14 de setembre. No obstant això, una gelada primerenca va obligar els croats a abandonar la campanya a l'octubre, perquè temien que el Danubi es congelés.
La relació entre Valàquia i Hongria aviat es va deteriorar. En una carta escrita a finals de 1445 als habitants de Brașov, Vlad es va queixar que els comerciants valacians van ser arrestats a Transsilvània, tot i que havia deixat els seus "fills petits per ser assassinat per la pau cristiana perquè [ell] i [el seu] país [podrien] ser súbdits "del rei d'Hongria. Les seves paraules demostren que estava convençut que els seus dos fills havien estat assassinats a l'Imperi Otomà, però el sultà no va fer mal als nois. El 1446 o el 1447, Vlad va establir la pau amb els otomans, fins i tot va acordar tornar els refugiats búlgars a l'Imperi Otomà. Va intervenir en la lluita pel tron de Moldàvia a favor de Romà II de Moldàvia el juliol de 1447. Els polonesos també van donar suport a Romà, però l'oponent de Roman, Pere II, era el protegit d'Hunyadi.
El 20 de juliol de 1447, John Hunyadi va ordenar als burgesos de Brașov que donessin aixopluc a un pretendent al tron valac, Vladislau, que era cosí de Vlad. Hunyadi va irrompre inesperadament a Valàquia a finals de novembre, emportant-se a Vladislau (també conegut com Dan). Vlad va fugir de Târgoviște, però va ser capturat i assassinat als pantans de Bălteni. En una carta escrita el 4 de desembre de 1447, Hunyadi es deia "voivoda de la terra transalpina" (Valàquia) i es referia a Târgoviște com la seva fortalesa, la qual cosa implicava que havia pres el control de Valàquia en aquell moment. Hunyadi va situar Vladislau en el tron de Valàquia.
El lloc de l'enterrament de Vlad Dracul no s'ha identificat. Cazacu diu que probablement va ser enterrat al monestir de Snagov. Florescu escriu que Vlad Dracul va ser enterrat en una capella del monestir de Dealu, prop de Târgoviște.

## Família
Segons una teoria acadèmica àmpliament acceptada, l'esposa de Vlad era "Cneajna", una filla d'Alexandre I de Moldàvia. Segons Florescu, es deia Eupraxia. L'historiador Matei Cazacu escriu que era la seva segona esposa. No identifica la primera dona de Vlad. Els descendents de Vlad eren coneguts com a Drăculești, perquè van adoptar el sobriquet de Vlad com a patrònim (Dràcula). El conflicte entre els Drăculești i els Dănești (els descendents de Dan I de Valàquia), i les disputes entre els membres de la línia Drăculești van contribuir a la inestabilitat política a la Valàquia del segle XV.
Els fills grans de Vlad, Mircea i Vlad Dracula, van ser esmentats per primera vegada en una carta de Vlad el 20 de gener de 1437. Mircea va néixer al voltant de 1428, Vlad entre 1429 i 1431. El seu germà (el tercer fill de Vlad Dracul), Radu el Fair, va néixer abans del 2 d'agost de 1439. Florescu escriu que la filla de Vlad Dracul, Alexandra, es va casar amb el boiar valac Vintilă Florescu. Vlad Dracul també va engendrar fills il·legítims. Una noble de Valàquia, Călțuna, va donar a llum a Vlad el monjo. No es coneix gairebé cap informació sobre la vida d'un altre fill il·legítim, Mircea.